# A. H. Weiler
Abraham H. Weiler, mai cunoscut ca A. H. Weiler și numit uneori Abe Weiler, (n. 10 decembrie 1908, Imperiul Rus – d. 22 ianuarie 2002, Astoria⁠(d), Queens, New York, SUA) a fost un jurnalist și critic de film american, care a colaborat o lungă perioadă cu cronici și recenzii la ziarul The New York Times. A îndeplinit un timp funcția de președinte al New York Film Critics Association⁠(d).

## Biografie
Weiler s-a născut la 10 decembrie 1908 în Rusia, într-o familie evreiască care a emigrat la scurt timp în Statele Unite ale Americii și s-a stabilit la New York. A crescut în cartierul Lower East Side⁠(d) din districtul Manhattan. A vrut în tinerețe să devină medic, dar s-a răzgândit când a aflat că, fiind evreu, ar putea avea probleme să fie admis la o facultate de medicină din Statele Unite ale Americii. În ultimii ani ai vieții sale, a fost încântat atunci când un prieten de-al său, romancierul Richard Condon, a început să includă în mod regulat un personaj numit dr. Weiler în cărțile sale.
A decis apoi să urmeze studii la City College din New York și a fost angajat în 1927 ca arhivar la ziarul The New York Times, unde a început mai târziu o carieră de jurnalist în cadrul secției de cultură, lucrând pentru o perioadă sub supravegherea lui Joseph G. Herzberg, primul editor de știri culturale al ziarului. A fost timp de peste 50 de ani critic de film al ziarului, publicând cronici și recenzii pe care le-a semnat uneori cu inițialele „A.W.”. A scris timp de mai mulți ani o rubrică duminicală despre filme și cineaști și a ocupat pentru o perioadă funcția de președinte al New York Film Critics Association⁠(d) („Asociația Criticilor de Film din New York”). S-a pensionat în anul 1979.
A.H. Weiler a murit pe 22 ianuarie 2002, la vârsta de 93 de ani, în locuința sa din cartierul Astoria (districtul Queens) al New York-ului.